# Sông Sào Khê

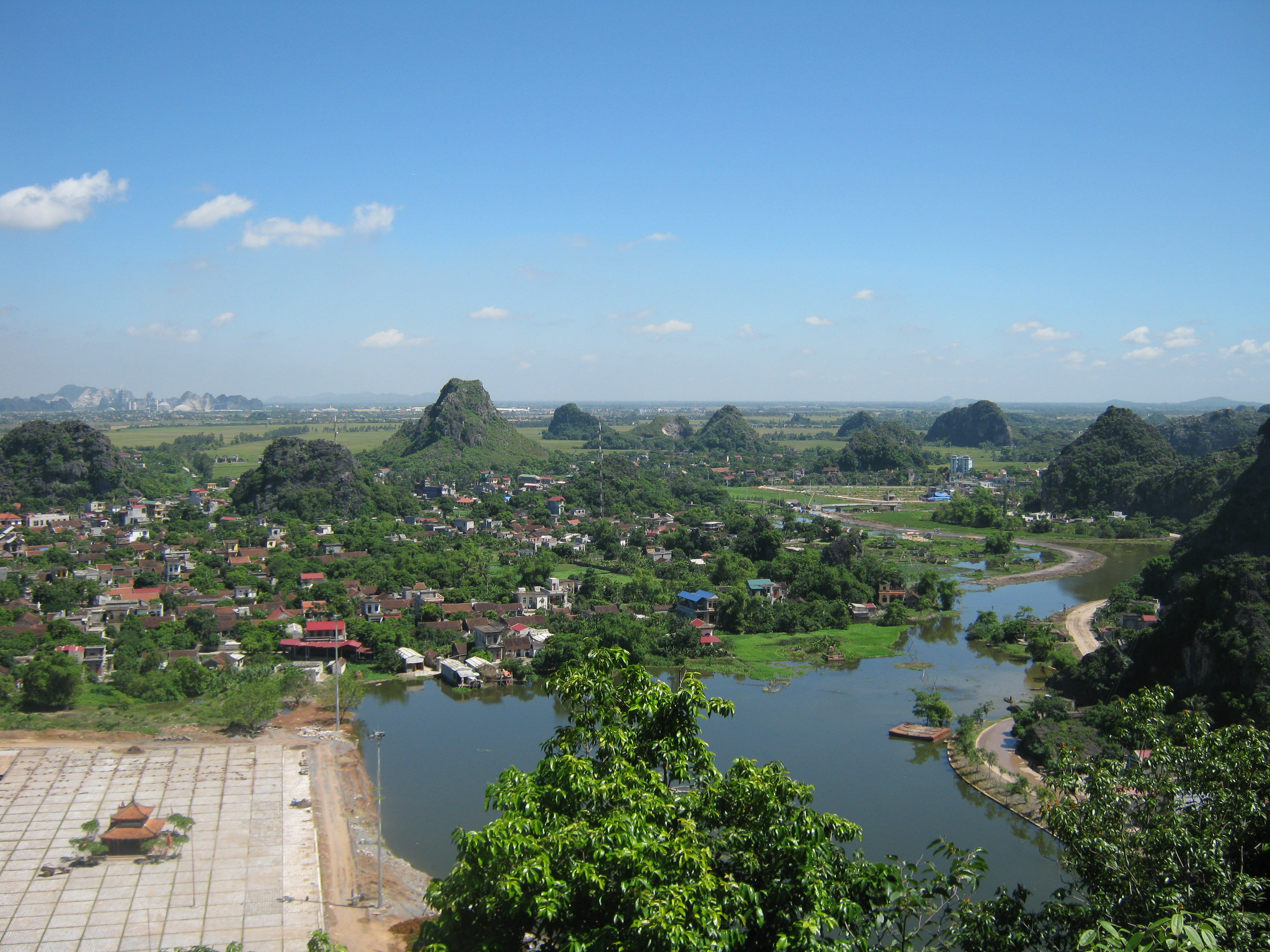
Sông Sào Khê đoạn qua trung tâm cố đô Hoa Lư

Sông Sào Khê là con sông nhánh nối giữa 2 sông Hoàng Long và sông Vân thuộc thành phố Hoa Lư, tỉnh Ninh Bình. Sông chảy qua khu di tích cố đô Hoa Lư và quần thể hang động Tràng An. Đây là một con sông được công nhận là di tích lịch sử văn hóa cấp quốc gia. Sông Sào Khê hiện được xây kè, nạo vét dòng chảy, tôn tạo cảnh quan để trở thành tuyến du lịch đường sông vào các danh thắng của quần thể di sản thế giới Tràng An.

## Các thông số tự nhiên
Sông Sào Khê chảy theo hướng chính bắc nam và ngược lại tùy theo mùa, dòng chảy thuộc thành phố Hoa Lư. 
Điểm khởi đầu phía bắc bắt đầu nối sông Hoàng Long từ cống Trường Yên 20°18′28″B 105°55′10″Đ / 20,30789°B 105,919445°Đ, xuyên dọc kinh đô Hoa Lư và các làng cổ Trường Yên rồi uốn lượn bên rìa đông khu thắng cảnh Tràng An qua xã Ninh Nhất và ranh giới giữa 2 xã Ninh Hải, Ninh Tiến rồi đổ vào sông Chanh 20°13′35″B 105°57′29″Đ / 20,226414°B 105,957994°Đ
Sau đó sông cùng với sông Chanh nối với sông Vân, sông Vạc tại cầu Vân trên Quốc lộ 1. Tổng chiều dài sông khoảng 14 km, bề rộng lòng sông dao động từ 20m đến 141m, cơ 2 bên bờ sông 3m, cao trình đáy sông đầu nguồn là -1,5m, cao trình đáy sông cuối nguồn là -2,15 m. Nằm bên sông còn có các di tích khác như làng cổ Yên Thượng, cầu Dền, cầu Đông, chợ Trường Yên, Ghềnh Tháp - phủ Vườn Thiên, đền Đinh Lê, Hang Luồn Tràng An. Vì vậy mà toàn cảnh sông và hai bên bờ là danh thắng tự nhiên được công nhận là di tích văn hóa quốc gia thuộc cố đô Hoa Lư.

## Di tích lịch sử
Không chỉ là cửa ngõ đường thủy vào cố đô Hoa Lư và khu danh thắng Tràng An, sông Sào Khê còn được công nhận là di tích lịch sử gắn với kinh đô Hoa Lư và sự kiện dời đô về Thăng Long bằng đường thủy.
Dự án nạo vét, xây kè, bảo tồn cảnh quan sông Sào Khê thuộc Khu di tích lịch sử Cố đô Hoa Lư có tổng mức đầu tư 2.595.834 triệu đồng, thời gian thực hiện từ 2015-2016. Dự án có vai trò, ý nghĩa quan trọng, góp phần tôn tạo, bảo tồn cảnh quan quần thể di tích lịch sử Cố đô Hoa Lư; tạo điều kiện phát triển du lịch, lễ hội, cải tạo môi trường tự nhiên. Dự án có 4 hạng mục lớn, gồm phần thủy lợi, công trình giao thông cầu, công trình kiến trúc văn hoá và đường giao thông. Về phần thủy lợi, đồng thời tiến hành xây dựng âu thuyền Trường Yên, xây dựng 3 tuyến đường phòng hộ, 36 cống tưới tiêu, 37 bến thuyền các loại dọc 2 bên bờ sông.
Di chỉ khảo cổ học Ghềnh Tháp được phát hiện năm 1983, nơi sông Sào Khê xuyên qua thuộc, thành phố Hoa Lư. Tháp được xây toàn bằng gạch bìa, đáy tháp quy vuông mỗi chiều 16m, lòng tháp rỗng, mỗi chiều 1,5m, độ cao còn lại 0,9m với 18 lớp gạch xếp. Tháp rỗng lòng, bốn mặt tháp có bốn cửa giả tháp dựng theo hướng gần chính bắc nam. Hiện vật thu được chủ yếu là những vật liệu kiến trúc trong đó có ngói mũi hài đơn loại nhỏ, ngói bản ngói bản ngói móc, gạch bìa, gạch vuông, gạch hình khay, gạch hình vành khăn. Vách núi phía đông di tích thu được 1 phác vật bia. Xung quanh thu được gạch ngói tượng chân thú, một số tượng đầu phượng. Di chỉ có niên đại cuối Trần đầu Lê.